# Вулиця Анатолія Петрицького
Ву́лиця Анато́лія Петри́цького — вулиця у Святошинському районі міста Києва, місцевість Святошин. Пролягає від Берестейського проспекту до вулиці Відпочинку.
Прилучаються вулиці Львівська, Верховинна і Михайла Котельникова.

## Історія
Вулиця виникла на початку XX століття на території Святошинських дач під назвою Східна, паралельна назва 1-ша Просіка. Сучасна назва на честь українського живописця Анатолія Петрицького — з 1965 року.

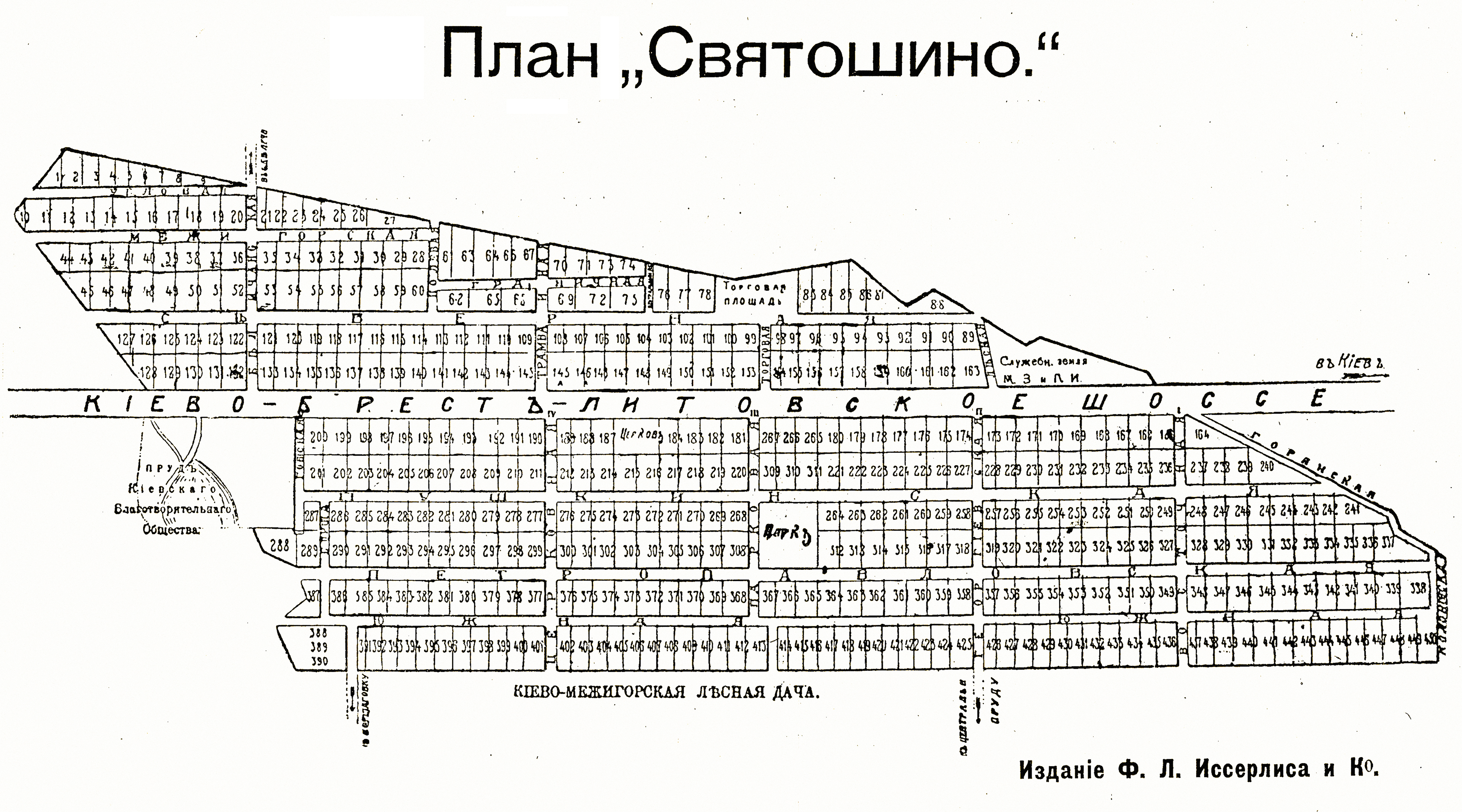
План Святошинських дач із зображенням Східної вулиці, 1909
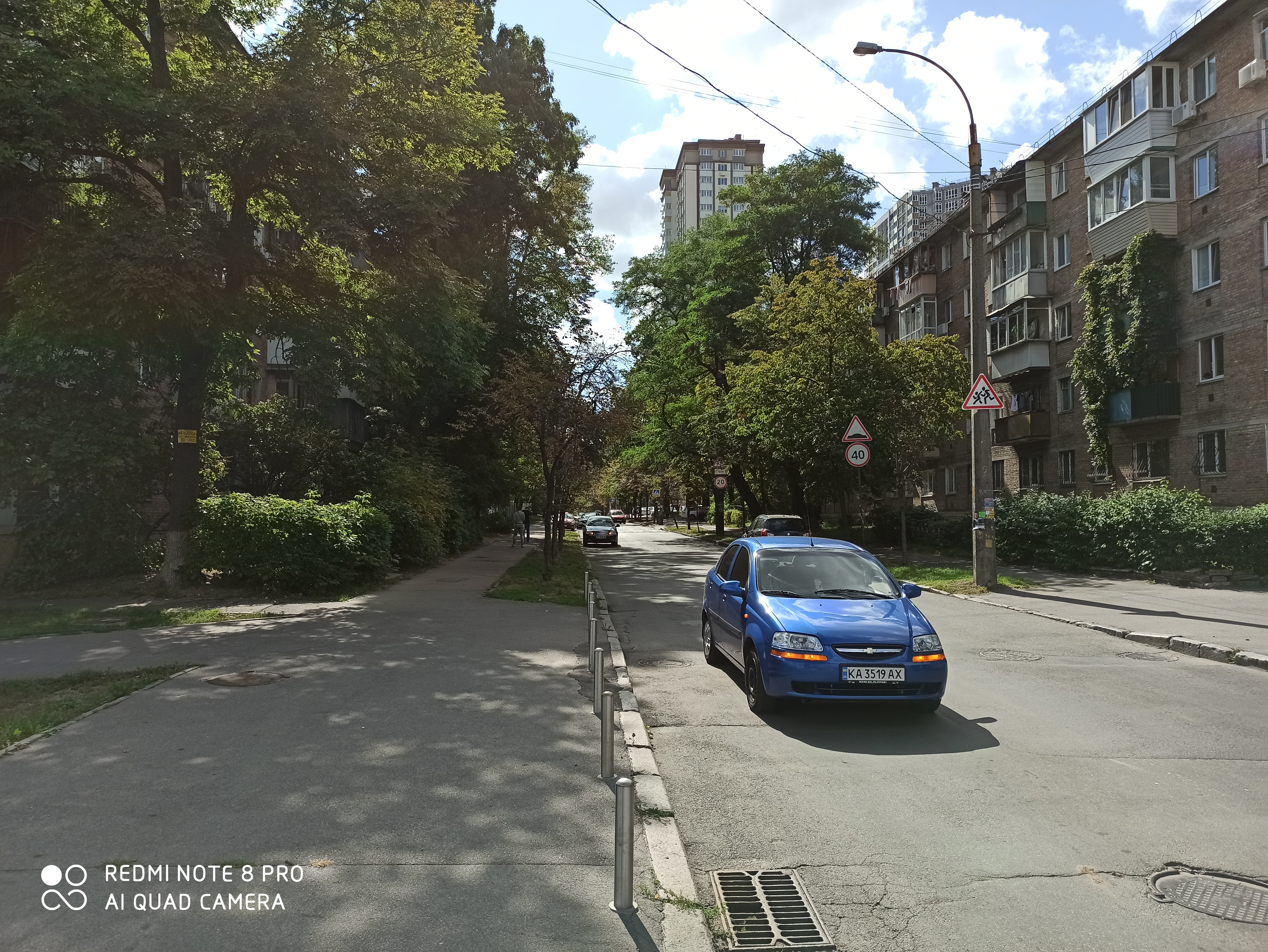
Вулиця Анатолія Петрицького від Берестейського проспекту